# Weinbau in Iowa
Weinbau in Iowa bezeichnet den Weinbau im amerikanischen Bundesstaat Iowa. Gemäß US-amerikanischem Gesetz ist jeder Bundesstaat und jedes County per definitionem eine geschützte Herkunftsbezeichnung und braucht nicht durch das Bureau of Alcohol, Tobacco, Firearms and Explosives als solche anerkannt zu werden.
Aufgrund der frühen Besiedlung und einer Weinbaugeschichte seit dem Jahr 1846 war Iowa noch Mitte des 19. Jahrhunderts eines der wichtigen Anbaugebiete der Vereinigten Staaten. Wie fast überall kam der Weinbau spätestens durch die Alkoholprohibition zum Erliegen. Zurzeit gibt es keine einzige definierte American Viticultural Area (kurz AVA), obwohl der Weinbau seit den 1990er Jahren deutlich an Dynamik gewinnt.
Neben einem sehr kühlen Klima, das bislang fast nur französischen Hybridreben zusagte, leiden viele Neuanpflanzungen unter dem früher exzessiven Gebrauch des Herbizids 2,4-Dichlorphenoxyessigsäure, das auch Reben vernichtet.